# Żurawniki (Opatów)
Pour les articles homonymes, voir Żurawniki.
Żurawniki est une localité polonaise de la gmina de Lipnik, située dans le powiat d'Opatów en voïvodie de Sainte-Croix.